# Degrassi
Degrassi é um grupo de especiais e séries de televisão dramáticas canadenses que seguem a vida de um grupo de adolescentes que estudam na escola Degrassi, em Toronto, Canadá. As duas séries principais são Degrassi Junior High e Degrassi High. As primeiras séries foram produzidas pela companhia produtora Playing With Time. A versão atual, Degrassi: The Next Generation, é transmitida na CTV no Canadá e no Teennick nos Estados Unidos.
Os seriados tratam temas como homossexualidade, auto-estima, abuso de drogas, bullying, suicídio, virgindade, racismo, gravidez na adolescência, bulimia, aborto,automutilação, entre outros. Foi exibido no Brasil pelo Multishow.

## Séries
As séries de televisão individuais e os anos das suas transmissões originais são as seguintes:
- The Kids of Degrassi Street (1979-1985)
- Degrassi Junior High (1986-1988)
- Degrassi High (1989-1990)
- Degrassi Talks (1992)
- Degrassi: The Next Generation (2001-2015)
- Degrassi: Next Class (2016-presente...)